# Nick van der Lijke
Nick van der Lijke   (Middelburg, 23 de setembre de 1991) és un ciclista neerlandès, professional des del 2010 i fins al 2023.

## Palmarès
- 2012
  - 1r al Tour de Gironda i vencedor d'una etapa
- 2013
  - 1r al Beverbeek Classic
  - 1r al Kreiz Breizh Elites i vencedor d'una etapa
- 2021
  - 1r a la Kreiz Breizh Elites

### Resultats al Giro d'Itàlia
- 2015. 86è de la classificació general